# Alberto Lattuada
Alberto Lattuada (13. listopadu 1914 Milán – 3. července 2005 Řím) byl italský filmový režisér. Jeho otcem byl hudební skladatel Felice Lattuada (1882–1962). Od roku 1945 až do jeho smrti byla jeho manželkou herečka Carla Del Poggio (1925–2010). Zemřel na Alzheimerovu chorobu ve věku 90 let.
Vystudoval architekturu na Milánské polytechnice. Byl scenáristou a filmovým kritikem, patřil k okruhu autorů okolo antifašistického časopisu Corrente di Vita. Debutoval v roce 1943 filmem Giacomo l'idealista. K vůdčím osobnostem neorealismu se zařadil roku 1949 filmem Mlýn na Pádu podle románu Riccarda Bacchelliho. Spolupracoval s Federicem Fellinim na jeho debutu Světla varieté. Lattuadovo melodrama z klášterního prostředí Anna se Silvanou Manganovou v hlavní roli se stalo v roce 1951 prvním italským filmem, jehož tržby přesáhly miliardu lir. V další režisérské kariéře se Lattuada zaměřil na adaptace literárních klasiků, jako byl Giovanni Verga (Vlčice), Alexandr Sergejevič Puškin (Gardový seržant), Anton Pavlovič Čechov (Step), Niccolò Machiavelli (Mandragora), Vitaliano Brancati (Don Givanni na Sicílii) nebo Giuseppe Berto (Ach, Serafino!). Jeho pozdní filmy, jako např. Taková, jaká jsi, kde hráli Marcello Mastroianni a Nastassja Kinski věkově nerovný pár, vzbuzovaly diskuse pro svoji erotickou otevřenost. Pro televizi Rai natočil v roce 1985 životopisný seriál Kryštof Kolumbus s Gabrielem Byrnem v titulní roli. Režíroval také operu Gaspareho Spontiniho Vestálka v Teatro Comunale ve Florencii. Byla mu udělena cena Donatellův David za celoživotní dílo a Řád zásluh o Italskou republiku.